# Madog Fychan
Madog Fychan († 7. Dezember 1269) war ein Lord des walisischen Fürstentums Powys Fadog. 
Er war ein Sohn von Madog ap Gruffydd Maelor und ein Bruder von Gruffydd Maelor ap Madog. Nach dem Tod seines Vaters 1236 erbte er einen Teil von Powys Fadog und war wie sein Großvater Gruffydd Maelor I ein Unterstützer von Llywelyn ap Iorwerth im Kampf gegen die Engländer. Im Gegensatz zu seinem Bruder Gruffydd Maelor unterstützte er nach Llywelyns Tod dessen Sohn und Nachfolger Dafydd ap Llywelyn. Nach dessen Tod unterstützte er dessen Neffen Llywelyn ap Gruffydd. Er und sein Bruder Gruffydd Maelor gehörten der walisischen Delegation an, die 1258 in Schottland einen Vertrag zwischen den walisischen Fürsten und dem schottischen Adligen Walter Comyn, Earl of Menteith und dessen Unterstützern schloss. Er starb am gleichen Tag wie sein Bruder Gruffydd Maelor. Wahrscheinlich wurde er wie er in der Abtei Valle Crucis begraben, deren Schutzherr er war.